# Lloyd Appleton
Pour les articles homonymes, voir Appleton.
Lloyd Otto Appleton, né le 1er février 1906 à Edgewood (Iowa) et mort le 17 mars 1999 à Oberlin (Ohio), est un lutteur américain, disputant les compétitions de lutte libre.
Il participe aux Jeux olympiques d'été de 1928 à Amsterdam dans la catégorie des moins de 72 kg et termine à la deuxième place. 